# نوفا إيغواسو
نوفا إيغواسو هي بلدية في البرازيل، تتبع ريو دي جانيرو، بلغ عدد سكانها 797٫435 نسمة، في 2016، تبلغ مساحتها 521٫249 كيلومتر مربع، رمزها البريدي هو 26023-000.

## الموقع
تشترك في الحدود مع:
- Miguel Pereira, Rio de Janeiro [الإنجليزية]‏.

## أعلام
- فاندرلي لوكسمبورغو
- إدواردو كونسيساو ميشيل
- إيريك بيريرا
- لوكاس كامبوس
- كليبر إشونك تنر
- كارلوس أدريانو دي جيسوس سواريس